# Anicetus beneficus
Anicetus beneficus är en stekelart som beskrevs av Ishii och Keizo Yasumatsu 1954. Anicetus beneficus ingår i släktet Anicetus och familjen sköldlussteklar. Inga underarter finns listade i Catalogue of Life.